# Belle International
 (août 2019).
Si vous disposez d'ouvrages ou d'articles de référence ou si vous connaissez des sites web de qualité traitant du thème abordé ici, merci de compléter l'article en donnant les références utiles à sa vérifiabilité et en les liant à la section « Notes et références ».
Belle International Holdings Limited est le premier détaillant de chaussures pour femmes en Chine, avec 22 % du marché intérieur.

## Historique
L'entreprise Lai Wah Footwear Trading Ltd est fondée en 1981 par Deng Yao. Sa filiale Belle International est créée en 1991, spécialisée dans la manufacture de chaussures, et s'étend à la distribution en 2004. En 2007, la société fait son entrée à la bourse de Hong Kong et lève 1,1 milliard de dollars. Le groupe LVMH compte alors parmi les principaux investisseurs.
En 2007, Belle International acquiert le droit d'exploiter la marque Fila en Chine pour 48 millions de dollars puis revend Fila Chine en 2009.
En avril 2017, un consortium mené par les fonds privés Hillhouse Capital Group et CDH Investment se propose de racheter Belle International pour 6,8 milliards de dollars. En juin 2019, Belle International sépare ses activités "sports" de sa structure principale et annonce son entrée en bourse visant une levée de 1 milliard de dollars. Cette branche sports, Topsports, parvient effectivement à lever 1,01 milliard.
En mai 2019, Louis Vuitton porte plainte contre Belle International pour contrefaçon de l'un de ses modèles de chaussures,.

## Présentation
Belle International est engagée dans la fabrication, la distribution et la vente au détail de chaussures. Elle propose un certain nombre de marques dans son secteur de la chaussure, notamment Belle, Staccato, Teenmix, Tata, Fato, JipiJapa, Joy & Peace et Bata. Au moment de son introduction en bourse en mai 2007, la société disposait d’un réseau de vente au détail comprenant 3 828 points de vente dans 150 villes de Chine et d’un réseau de 35 points de vente à Hong Kong, à Macao et aux États-Unis.

## Critiques
En 2017, l'organisme KnowTheChain dénonce l'opacité de la chaîne de production du cuir des produits de Belle International qui ne permet d'établir aucune traçabilité.